# Douglas DC-7
Douglas DC-7 er et firemotors propeldrevet (stempelmotor) passagerfly fremstillet af Douglas Aircraft Company fra 1953 til 1958. Flyet var det sidste store propelfly med fra Douglas og kom på markedet få år før jetflyene Boeing 707, Convair 880 og Douglas DC-8. I alt 338 fly blev produceret og ca. 40 er fortsat i aktiv tjeneste.

## Flyets historie
Pan American World Airways bestilte DC-7 i 1945 som en civil version af det militære transportfly Douglas C-74 Globemaster (en), men flyselskabet annullerede ordren ikke lang tid derefter. American Airlines genoplivede projektet, da firmaet sendte en forespørgsel om et fly med større rækkevidde end Douglas DC-6 til sine transkontinentale ruter. På den tid var Lockheed Constellation det eneste fly, som kunne flyve uden stop fra kyst til kyst i USA i begge retninger. Douglas var ikke villig til at bygge flytypen, førend bestyrelsesformanden i American Airlines, Cyrus Rowlett Smith, afgav en bestilling på 25 fly til en totalpris på $40 millioner, hvilket dækkede Douglas' udviklingsomkostninger.
Prototypen fløj i maj 1953, og American Airlines fik sin første DC-7 i november samme år. DC-7 kunne gennemføre flyvninger kyst-til-kyst i USA på 8 timer og American Airlines' indsættelse af flyet på de transkontinentale ruter gjorde, at konkurrenten TWA blev tvunget til at tilbyde samme tjeneste med sine Super Constellations. DC-7 var dog ramt af ustabile motorer og flere transkontinentale flyvninger blev omdirigeret på grund af motorfejl i luften.
De tidlige DC-7-fly blev kun solgt til amerikanske flyselskaber. Europæiske selskaber kunne ikke udnytte fordelen ved den større rækkevidde ved de tidlige DC-7-modeller, så Douglas udviklede en variant med øget rækkevidde; DC-7C "Seven Seas" i 1956. Pan Am anvendte DC-7C på sine første direkte flyvninger New York-London, og tvang dermed BOAC til at til anskaffe flyet i stedet for at afvente leverancerne af Bristol Britannia (en). Flytypen blev også brugt af SAS til de første flyvninger over Nordpolen til destinationer i Nordamerika og Asien.
Alligevel blev det samlede salg af flytypen dårlig på grund af introduktionen af Boeing 707 og Douglas DC-8 nogle få år senere. I 1959 begyndte Douglas på at konvertere DC-7A og DC-7C til DC-7F fragtfly, hvilket udvidede flytypens levetid betragteligt. SAS havde i årene 1956 til 1967 16 DC-7 (14DC-7 og 2 DC-7C fragtfly).

## Tidligere operatører af DC-7
Følgende flyselskaber opererede Douglas DC-7:
- Aer Turas (en)
- Aerolíneas Peruanas (en)
- Alitalia
- American Airlines
- Atlantis (flyselskab i Tyskland)
- British Overseas Airways Corporation (en) (BOAC)
- Braniff International Airways (en)
- Caledonian Airways (en)
- Conair (dansk charterselskab)
- Continental Airlines
- Dan-Air (en)
- Delta Air Lines
- Eastern Air Lines (en)
- Flying Enterprise (charterflyselskab i Danmark)
- Internord (dansk-svensk charterselskab)
- Japan Airlines
- Karair (de)
- KLM
- Lebanese International Airways (sv)
- Martinair
- Mexicana de Aviación
- National Airlines (en)
- Northwest Orient
- Overseas National Airways (en)
- Pacific Western Airlines (de)
- Panagra (en)
- Panair do Brasil (de)
- Pan American World Airways
- Persian Air Services
- Royal Jordanian
- Sabena
- Saturn Airways (en)
- SAS
- Schreiner Airways (de)
- South African Airways
- Spantax (de)
- Südflug International (de)
- Swissair
- TASSA - Trabajos Aéreos del Sahara (en)
- Trabajos Aéreos y Enlaces (de)
- Transair Sweden (de)
- Transeuropa (de)
- Transports aériens intercontinentaux (TAI) (fr)
- THY
- United Airlines

I dag er et antal DC-7 baseret i det vestlige USA, og bruges som brandslukningsfly. Nogle få andre bruges som fragtfly. På grund af modellens motorproblemer havde DC-7 ikke den samme lange levetid som DC-6, som fortsat er i omfattende anvendelse hos forskellige selskaber. Det amerikanske luftvåben så heller ikke noget potentiale i flyet, men det blev alligevel indkøbt som transportfly af et lille antal udenlandske luftvåbener.

## Varianter
DC-7
Produktionsvariant, 105 fremstillet.
DC-7B
Første langdistancevariant med øget vægt- og brændstofkapacitet, 112 fremstillet.
DC-7C Seven Seas
Forbedret langdistancevariant med transatlantisk rækkevidde uden stop, forbedrede motorer og forhøjet brændstofkapacitet, 121 fremstillet.
DC-7D
Variant med Rolls Royce Tyne-motorer – ikke fremstillet.
DC-7F
Fragtudgave af alle tre varianter med to store lastluger.

## Specifikationer
|                      | DC-7                                        | DC-7C                                       |
| -------------------- | ------------------------------------------- | ------------------------------------------- |
| Mandskab             | 2 piloter, 1 flyvemaskinist, 2 stewardesser | 2 piloter, 1 flyvemaskinist, 2 stewardesser |
| Antal siddepladser   | 64 til 95                                   | 105                                         |
| Samlet længde        | 33 m                                        | 34,07 m                                     |
| Vingespænd           | 35 m                                        | 38,15 m                                     |
| Samlet højde         | 8 m                                         | 9,25 m                                      |
| Maksimal startvægt   | 51.981 til 55.338 kg                        | 64.863 kg                                   |
| Tom vægt             | 26.376 kg                                   | 33.005 kg                                   |
| Maksimal hastighed   | 653 km/h                                    | 653 km/h                                    |
| Flyvehastighed       | 570 km/h                                    | 578 km/h                                    |
| Stallhastighed       | 156 km/h                                    | 156 km/h                                    |
| Aktionsradius        | 8.310 km                                    | 9.012 km                                    |
| Maksimal driftshøjde | 8.656 m                                     | 8.656 m                                     |
| Motorer (4x)         | Wright R-3350-30W                           | Wright R-3350-988TC18EA1-2                  |

## Ulykker og hændelser
- 30. juni 1956: En United Airlines DC-7 og en Trans World Airlines L-1049 Super Constellation kolliderede over Grand Canyon i Arizona, og 128 personer fra begge fly omkom.
- 18. maj 1958: En Sabena DC-7 styrtede ned nær Casablanca lufthavn under en nødlanding. Alle ni besætningsmedlemmer og 52 af de 56 passagerer omkom.
- 24. september 1959: En Transports Aériens Intercontinentaux (TAI) DC-7 styrtede ned ved Bordeaux Lufthavn med 54 dødsfald til følge. Efter at flyet var lettet kunne yderligere højde ikke opnås, og flyet kolliderede med nogle træer 3 km fra startbanen.
- 6. marts 1962: Caledonian Airways flynummer 153 styrtede ned i en sump umiddelbart efter start fra Douala International Airport, og alle 111 om bord blev dræbt. Dette er den mest dødelige enkeltulykke med en DC-7.
- 3. juni 1963: Northwest Orient Airlines flynummer 293, en militærtransport fra McChord Air Force Base i Washington til Elmendorf Air Force Base i Alaska, styrtede ned i Stillehavet tæt ved Annette Island, Alaska, og alle 101 om bord døde. Grunden til ulykken er stadig ukendt.
- 8. februar 1965: Eastern Air Lines flynummer 663 styrtede ned i New York få minutter efter starten fra John F. Kennedy Airport efter at flyet havde foretaget en pludselig undvigemanøvre for at undgå et muligt sammenstød med et andet passagerfly. Alle 84 passagerer og besætningsmedlemmer omkom.